# Carlos Mencia

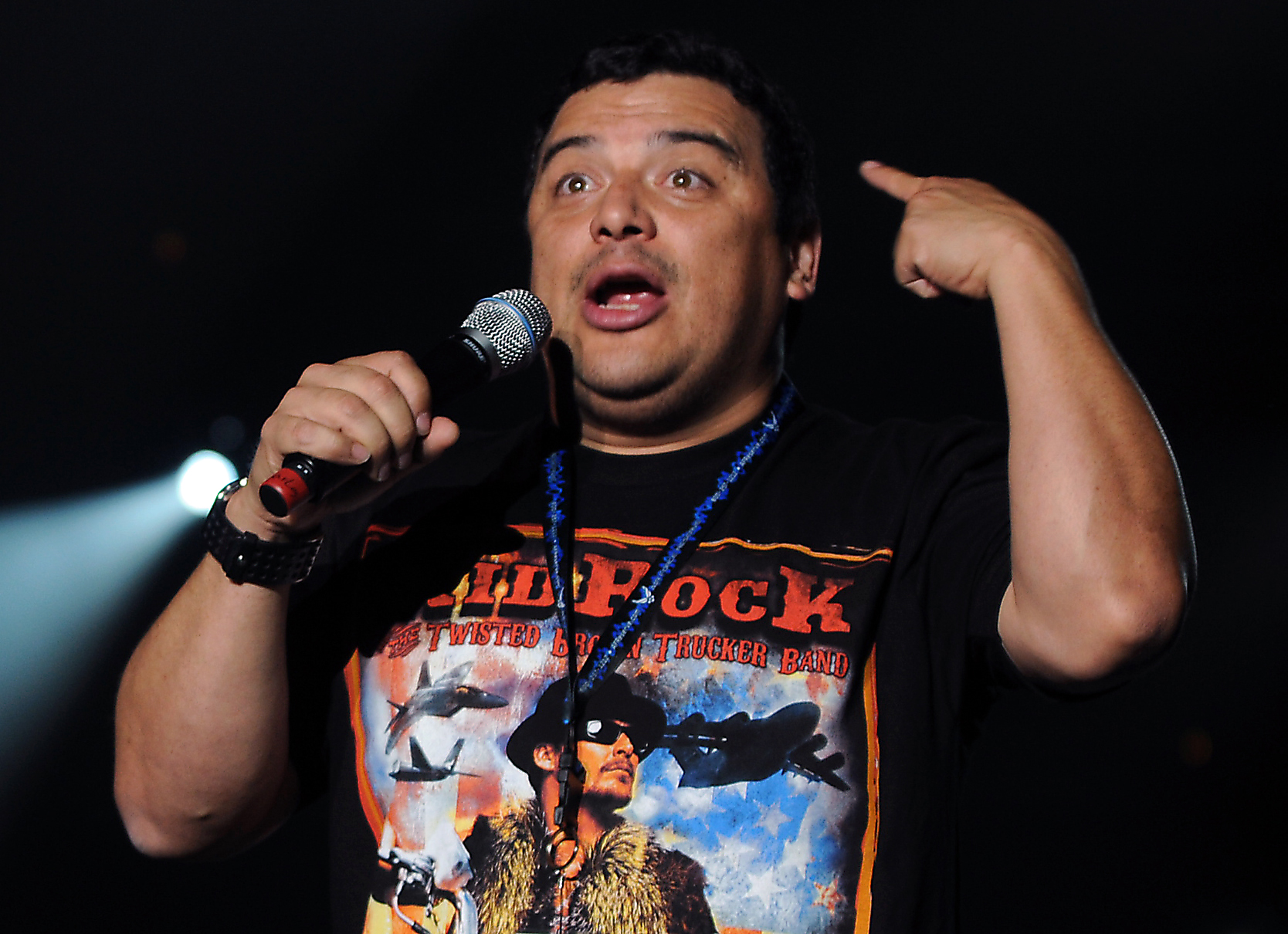
Carlos Mencia

Ned Arnel „Carlos“ Mencía (* 22. Oktober 1967 in San Pedro Sula, Honduras) ist ein US-amerikanischer Komiker und Schauspieler.

## Leben
Carlos Mencia wurde als siebzehntes von achtzehn Kindern einer Mexikanerin und eines Honduraners, der unter anderem deutscher und englischer Abstammung war, geboren. Er wuchs, streng römisch-katholischen erzogen, im Süden von Los Angeles auf und wurde teilweise von seiner Tante und seinem Onkel großgezogen. Nach seinem Schulabschluss an der Garfield High School begann er ein Studium der Elektrotechnik an der California State University, Los Angeles, welches er zugunsten einer Komikerkarriere wieder aufgab. Er schaffte es dabei für renommierte Nachtclubs wie Laugh Factory und The Comedy Store gebucht zu werden.
Mencia wurde daraufhin bald für Fernsehauftritte gebucht, darunter der The Arsenio Hall Show und Loco Slam auf HBO. Gemeinsam mit Freddy Soto und Pablo Francisco tourte er 2001 mit dem Programm The Three Amigos durch das Land. Von 2005 bis 2008 hatte Mencia eine eigene Fernsehsendung namens Mind of Mencia beim amerikanischen Fernsehsender Comedy Central.
Mencia lebt mit seiner Frau Amy und dem gemeinsamen Sohn in der Nähe von Los Angeles.

## Filmografie (Auswahl)
- 2001–2005: Die Prouds (The Proud Family, Zeichentrickserie, 23 Folgen)
- 2002: 29 Palms
- 2002: Stirb, wenn du kannst (Outta Time)
- 2002: The Shield – Gesetz der Gewalt (The Shield, Fernsehserie, eine Folge)
- 2005: Die Prouds – Der Inselabenteuerfilm (The Proud Family Movie)
- 2006: Die verrückte Reise der Pinguine (Farce of the Penguins)
- 2006: Drawn Together (Zeichentrickserie, eine Folge)
- 2007: Nach 7 Tagen – Ausgeflittert (The Heartbreak Kid)

## Diskografie

### Videoalben
- 2006: No Strings Attached (US: Platin)[1]